# Louis van Beethoven
Louis van Beethoven é um filme que relata a biografia de Ludwig van Beethoven e que foi estreado por altura das comemorações do 250º aniversário do seu nascimento. O filme conta a história deste compositor mundialmente famoso sob diversas perspectivas. O título reflecte o nome que usou durante a sua juventude.

## Enredo
O filme aborda a vida do compositor, desde a sua juventude, em Bona, até ao seu último ano de vida. O Beethoven que conhecemos como adulto (papel interpretado por Tobias Moretti) é surdo há muito tempo. É taciturno e exigente. Veio para a casa do seu irmão Johann, em Gneixendorf, juntamente com o seu sobrinho Karl (Peter Lewys Preston), após uma tentativa de suicídio deste. Lá, Louis está em constante batalha com todos em seu redor. Este é o pano de fundo que o leva às lembranças da sua vida anterior.
Em Bona, ainda criança, Louis (Colin Pütz) era um prodígio musical. Foi empurrado pelo seu pai, que sonha em vê-lo como um novo Mozart. Por intermédio das conexões deste como cantor na corte, o jovem Beethoven fica sob a tutela de outros músicos. Entra também em contacto com Tobias Pfeiffer (Sabin Tambrea), um actor local que vive com a família. 
Durante a sua adolescência, Louis (Anselm Bresgott) continua a crescer como músico. Sofre com a perda da sua mãe, o que leva o seu pai ao desespero e ao alcoolismo. Sob o patrocínio da família von Breuning apaixona-se por Eleonore von Breuning (Caroline Hellwig). Contudo, estando abaixo da posição social da família, qualquer união entre eles torna-se proibida.
Para recriarmos a atmosfera do tempo de Beethoven foram utilizadas algumas réplicas de instrumentos de época construídas Paul McNulty, construtor de pianos.

## Elenco
- Tobias Moretti – Ludwig van Beethoven
- Anselm Bresgott – Ludwig van Beethoven
- Colin Pütz – Louis van Beethoven
- Ronald Kukulies – Jean van Beethoven
- Johanna Gastdorf – Therese van Beethoven